# Nørre-Snede Kommune
Nørre-Snede Kommune i Vejle Amt blev dannet ved kommunalreformen i 1970. Ved strukturreformen i 2007 indgik den i Ikast-Brande Kommune sammen med Ikast Kommune og Brande Kommune.

## Tidligere kommuner
Nørre-Snede Kommune blev dannet ved sammenlægning af 2 sognekommuner:
| Kommune     | Folketal 1. januar 1970 | Byer                  |
| ----------- | ----------------------- | --------------------- |
| Ejstrup     | 2.928                   | Ejstrupholm           |
| Nørre-Snede | 2.986                   | Hampen og Nørre Snede |
| I alt       | 5.914                   |                       |

Hertil kom at Klovborg-Tyrsting sognekommune med 1.444 indbyggere blev delt. Det meste af Klovborg Sogn med byen Klovborg kom til   Nørre Snede Kommune. En del af et ejerlav i Klovborg sogn og hele Tyrsting Sogn kom til Brædstrup Kommune.

## Sogne
Nørre-Snede Kommune bestod af følgende sogne, alle fra Vrads Herred:
- Ejstrup Sogn
- Klovborg Sogn
- Nørre-Snede Sogn

## Borgmestre[3]
| Navn              | Parti                       | Periode   |
| ----------------- | --------------------------- | --------- |
| Peter Christensen | Venstre                     | 1970-1982 |
| Anker Præstegaard | Venstre                     | 1982-1989 |
| Martin Engholm    | Det Konservative Folkeparti | 1989-1990 |
| Bent Jensen       | Fremskridtspartiet          | 1990-1994 |
| Ejvind Andreasen  | Venstre                     | 1994-2002 |
| Uffe Henneberg    | Venstre                     | 2002-2006 |